# Cassa del Mezzogiorno
La Cassa del Mezzogiorno va ser un ens públic italià creat en la dècada de 1950 per fomentar el desenvolupament de la regió italiana del Mezzogiorno, molt endarrerida socioeconòmicament respecte a la resta del país. Encara que la questione meridionale (qüestió meridional), que reflexionava sobre el nivell de retard del sud d'Itàlia, ja va ser plantejada a la fi del segle xix, no va ser fins al cap de la Segona Guerra Mundial quan el govern d'Alcide De Gasperi, sobrenomenat com el President de la Reconstrucció, va abordar el problema en profunditat. La Cassa del Mezzogiorno va realitzar actuacions de millora d'infraestructures (hídriques, viàries, portuàries i aeroportuàries), de millora de l'agricultura i productivitat agrària, d'incentiu a projectes industrials, finançament d'iniciatives turístiques, protecció del patrimoni cultural, formació professional i ordenació del territori.